# Cremnops montrealensis
Cremnops montrealensis är en stekelart som först beskrevs av Morrison 1917.  Cremnops montrealensis ingår i släktet Cremnops och familjen bracksteklar. Inga underarter finns listade i Catalogue of Life.